# Paul Fédary
Paul Fédary, francoski general, * 1880, † 1951.